# مقاطعة باسكو
مقاطعة باسكو هي مقاطعة في بيرو، تقع في إقليم باسكو، بلغ عدد سكانها 123,015  نسمة وذلك حسب إحصائيات سنة 2017، عاصمتها سيرو دي باسكو، تبلغ مساحتها 4,758.57 كيلومتر مربع.

## الموقع
تشترك في الحدود مع:
- Daniel Alcides Carrión province [الإنجليزية]‏
- Yauli province [الإنجليزية]‏
- Huaral province [الإنجليزية]‏
- Huaura province [الإنجليزية]‏
- مقاطعة جونين
- Ambo province [الإنجليزية]‏
- Pachitea province [الإنجليزية]‏
- Oxapampa province [الإنجليزية]‏
- Oyón province [الإنجليزية]‏.

## التقسيمات الإدارية
- Chaupimarca District [الإنجليزية]‏
- Huachón District [الإنجليزية]‏
- Huariaca District [الإنجليزية]‏
- Huayllay District [الإنجليزية]‏
- Ninacaca District [الإنجليزية]‏
- Pallanchacra District [الإنجليزية]‏
- Paucartambo District, Pasco [الإنجليزية]‏
- San Francisco de Asís de Yarusyacán District [الإنجليزية]‏
- Simón Bolívar District, Peru [الإنجليزية]‏
- Ticlacayán District [الإنجليزية]‏
- Tinyahuarco District [الإنجليزية]‏
- Vicco District [الإنجليزية]‏
- Yanacancha District, Pasco [الإنجليزية]‏.